# Морейра-Лима, Артур
Арту́р Море́йра-Ли́ма (порт.-браз. Arthur Moreira Lima; 16 июля 1940, Рио-де-Жанейро, Бразилия — 30 октября 2024) — бразильский пианист.

## Биография
Уроки фортепиано начал брать на родине, в Бразилии, у Лусии Бранко. В 1960 году учился у Маргерит Лонг в Париже. В 1963—1968 годах продолжил обучение в Московской консерватории у Рудольфа Керера. Активно гастролировал во многих странах.
Умер от рака толстой кишки 30 октября 2024 года в возрасте 84 лет.

## Награды
- 1965 — 2-я премия VII Международного конкурса пианистов имени Фредерика Шопена[пол.]
- 1970 — 3-я премия IV Международного конкурса имени П. И. Чайковского (с Викторией Постниковой, СССР)
- Награждён бразильским Орденом культурных заслуг.